# Trophée Eddie-Powers
Le trophée Eddie-Powers est un trophée de hockey sur glace récompensant chaque année le meilleur pointeur de la Ligue de hockey de l'Ontario. Le trophée a été créé par le Toronto Marlboro Athletic Club en mémoire d'Edward Powers. Il a été remis à partir de 1946.

## Palmarès
Le trophée est décerné chaque saison depuis 1946 à l'exception de la saison 2020-2021.
- 1945-1946 – Tod Sloan, St. Michael's Majors de Toronto
- 1946-1947 – Fleming Mackell, St. Michael's Majors de Toronto
- 1947-1948 – George Armstrong, Kroehlers de Stratford
- 1948-1949 – Bert Giesebrecht, Spitfires de Windsor
- 1949-1950 – Earl Reibel, Spitfires de Windsor
- 1950-1951 – Lou Jankowski, Generals d'Oshawa
- 1951-1952 – Ken Laufman, Biltmore Mad Hatters de Guelph
- 1952-1953 – Jim McBurney, Black Hawks de Galt
- 1953-1954 – Brian Cullen, Teepees de Saint Catharines
- 1954-1955 – Hank Ciesla, Tee Pees de Saint Catharines
- 1955-1956 – Stan Baliuk, Canucks de Kitchener
- 1956-1957 – Bill Sweeney, Biltmore Mad Hatters de Guelph
- 1957-1958 – John McKenzie, Tee Pees de Saint Catharines
- 1958-1959 – Stan Mikita, Tee Pees de Saint Catharines
- 1959-1960 – Chico Maki, Tee Pees de Saint Catharines
- 1960-1961 – Rod Gilbert, Biltmore Mad Hatters de Guelph
- 1961-1962 – André Boudrias, Canadien junior de Montréal
- 1962-1963 – Wayne Maxner, Flyers de Niagara Falls
- 1963-1964 – André Boudrias, Canadien junior de Montréal
- 1964-1965 – Ken Hodge, Black Hawks de Saint Catharines
- 1965-1966 – André Lacroix, Petes de Peterborough
- 1966-1967 – Derek Sanderson, Flyers de Niagara Falls
- 1967-1968 – Thomas Webster, Flyers de Niagara Falls
- 1968-1969 – Réjean Houle, Canadien junior de Montréal
- 1969-1970 – Marcel Dionne, Black Hawks de Saint Catharines
- 1970-1971 – Marcel Dionne, Black Hawks de Saint Catharines
- 1971-1972 – Dave Gardner et Billy Harris, Marlboros de Toronto
- 1972-1973 – Blake Dunlop, 67's d'Ottawa
- 1973-1974 – Jack Valiquette, Greyhounds de Sault Ste. Marie et Rick Adduono Black Hawks de Saint Catharines
- 1974-1975 – Bruce Boudreau, Marlboros de Toronto
- 1975-1976 – Mike Kaszycki, Greyhounds de Sault Ste. Marie
- 1976-1977 – Dwight Foster, Rangers de Kitchener
- 1977-1978 – Bobby Smith, 67's d'Ottawa
- 1978-1979 – Mike Foligno, Wolves de Sudbury
- 1979-1980 – Jim Fox, 67's d'Ottawa
- 1980-1981 – John Goodwin, Greyhounds de Sault Ste. Marie
- 1981-1982 – Dave Simpson, Knights de London
- 1982-1983 – Doug Gilmour, Royals de Cornwall
- 1983-1984 – Tim Salmon, Canadians de Kingston
- 1984-1985 – Dave MacLean, Bulls de Belleville
- 1985-1986 – Ray Sheppard, Royals de Cornwall
- 1986-1987 – Scott McCrory, Generals d'Oshawa
- 1987-1988 – Andrew Cassels, 67's d'Ottawa
- 1988-1989 – Bryan Fogarty, Thunder de Niagara Falls
- 1989-1990 – Keith Primeau, Thunder de Niagara Falls
- 1990-1991 – Eric Lindros, Generals d'Oshawa
- 1991-1992 – Todd Simon, Thunder de Niagara Falls
- 1992-1993 – Andrew Brunette, Platers d'Owen Sound
- 1993-1994 – Jason Allison, Knights de London
- 1994-1995 – Marc Savard, Generals d'Oshawa
- 1995-1996 – Aaron Brand, Sting de Sarnia
- 1996-1997 – Marc Savard, Generals d'Oshawa
- 1997-1998 – Peter Sarno, Spitfires de Windsor
- 1998-1999 – Peter Sarno, Sting de Sarnia
- 1999-2000 – Sheldon Keefe, Colts de Barrie
- 2000-2001 – Kyle Wellwood, Bulls de Belleville
- 2001-2002 – Nathan Robinson, Bulls de Belleville
- 2002-2003 – Corey Locke, 67's d'Ottawa
- 2003-2004 – Corey Locke, 67's d'Ottawa
- 2004-2005 – Corey Perry, Knights de London
- 2006-2007 – Patrick Kane, Knights de London
- 2007-2008 – Justin Azevedo, Rangers de Kitchener
- 2008-2009 – John Tavares, Knights de London
- 2009-2010 – Tyler Seguin, Whalers de Plymouth et Taylor Hall Spitfires de Windsor
- 2010-2011 – Tyler Toffoli, 67's d'Ottawa et Jason Akeson Rangers de Kitchener
- 2011-2012 – Michael Sgarbossa, Wolves de Sudbury
- 2012-2013 – Vincent Trocheck, Whalers de Plymouth
- 2013-2014 – Connor Brown, Otters d'Érié
- 2014-2015 – Dylan Strome, Otters d'Érié
- 2015-2016 – Kevin Labanc, Colts de Barrie
- 2016-2017 – Alex DeBrincat, Otters d'Érié
- 2017-2018 – Aaron Luchuk, Colts de Barrie
- 2018-2019 – Jason Robertson, IceDogs de Niagara
- 2019-2020 – Marco Rossi, 67 d'Ottawa
- 2021-2022 – Wyatt Johnston, Spitfires de Windsor
- 2022-2023 – Matthew Maggio, Spitfires de Windsor
- 2023-2024 – David Goyette, Wolves de Sudbury